# Holzstoff

Verschiedene Arten von Faserstoffen und ihre Bezeichnungen

Holzstoff (englisch mechanical pulp) ist eine zusammenfassende Bezeichnung für Faserstoffe, die durch mechanische Zerfaserung aus Holz gewonnen und für die Herstellung bestimmter Sorten von Papier, Karton und Pappe verwendet werden. Die Herstellung erfolgt entweder durch rein mechanischen Holzaufschluss oder mit thermischer und/oder chemischer Vorbehandlung. Wirtschaftlich bedeutende Holzstoff-Sorten sind Holzschliff, Druckschliff und thermomechanischer Holzstoff (auch TMP genannt, Abkürzung für englisch thermomechanical pulp).
Holzstoffe enthalten, anders als Zellstoff, große Anteile an Lignin. Der hohe Ligninanteil führt zum Vergilben von sogenanntem holzhaltigem Papier, das größere Mengen Holzstoff enthält. Holzstoff wird daher zur Herstellung von kurzzeitig verwendeten Papieren eingesetzt, wie Zeitungspapier und Papiere für Zeitschriften (LWC-Papier und SC-Papier). Für alterungsbeständige Papiere wird Zellstoff verwendet.

## Geschichte

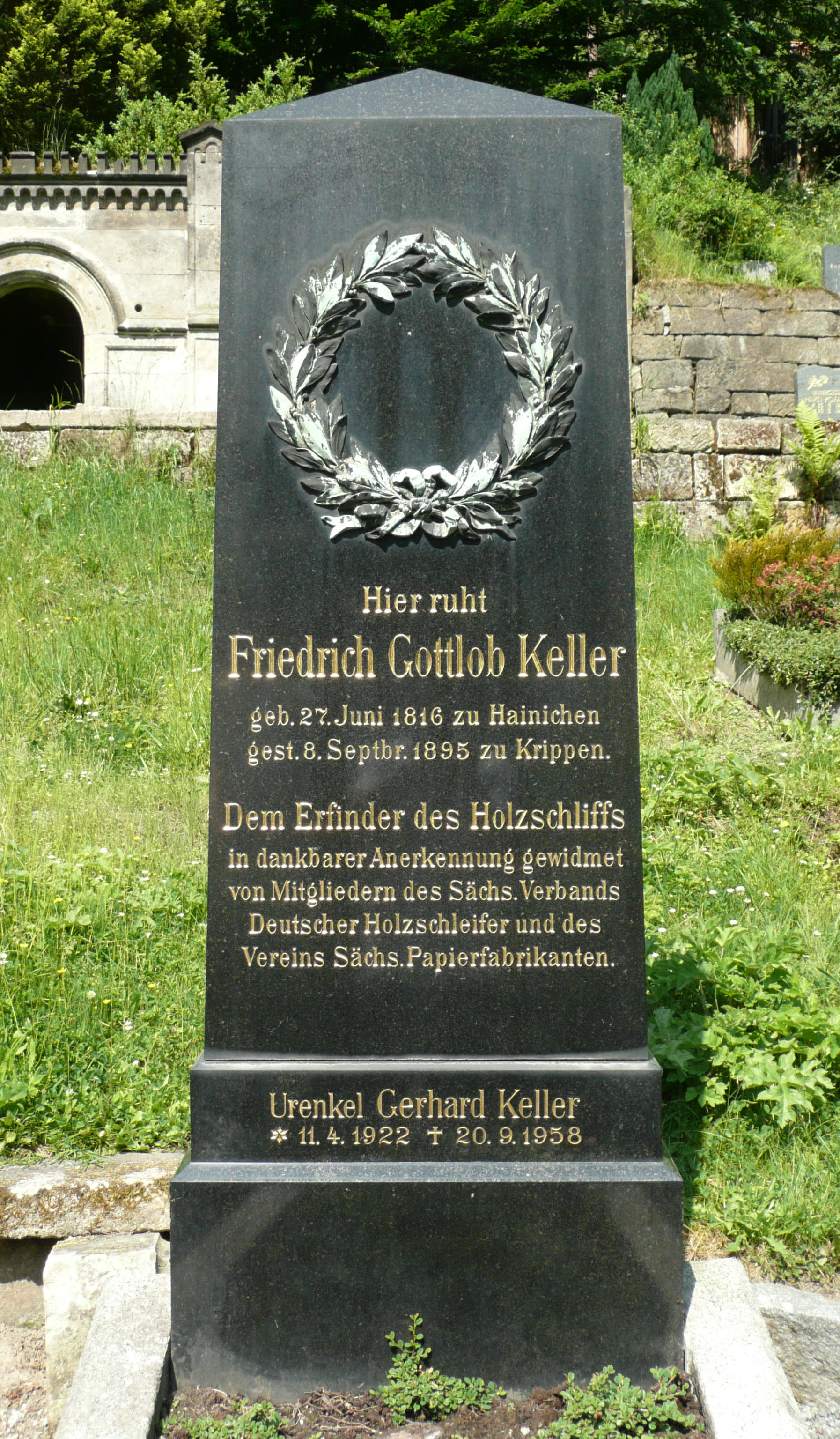
Krippen Grab Friedrich Gottlob Keller

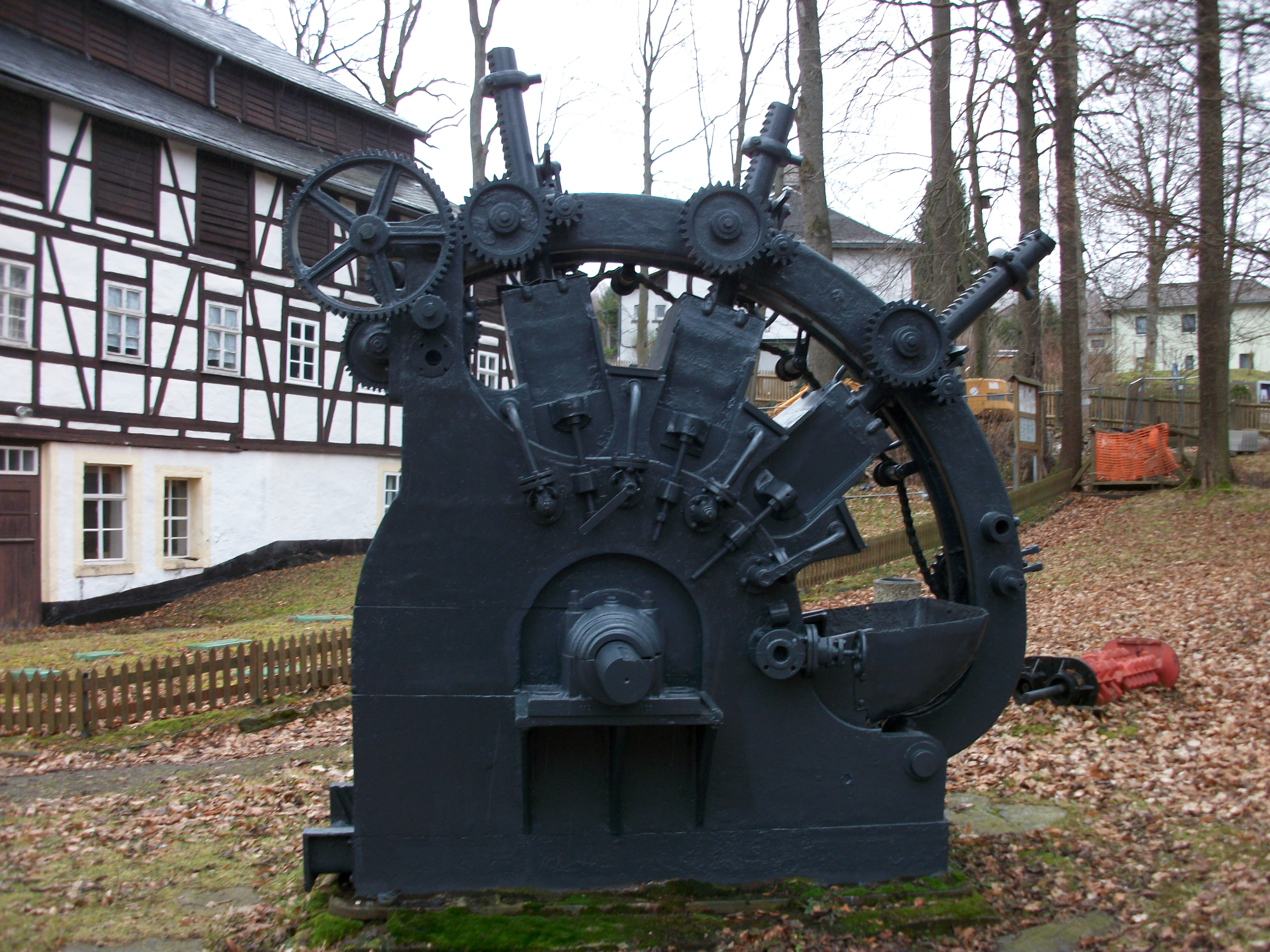
Papiermühle Niederzwönitz, historische Technik

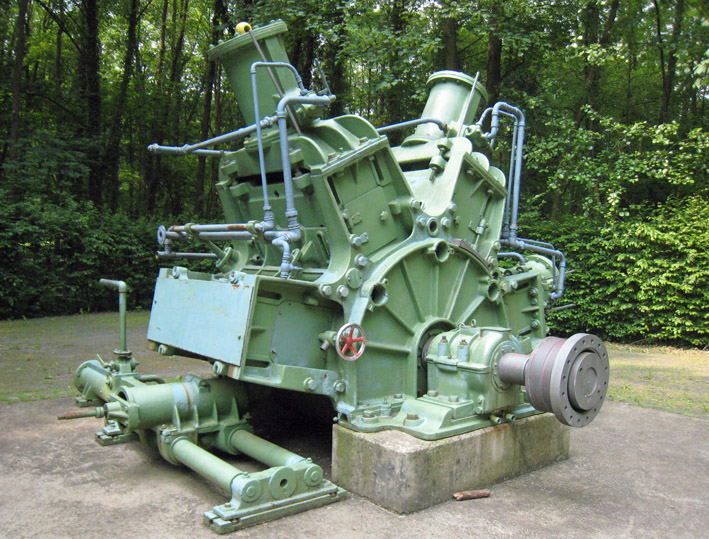
Holzschleifer im Industriemuseum „Alte Dombach“ in Bergisch Gladbach

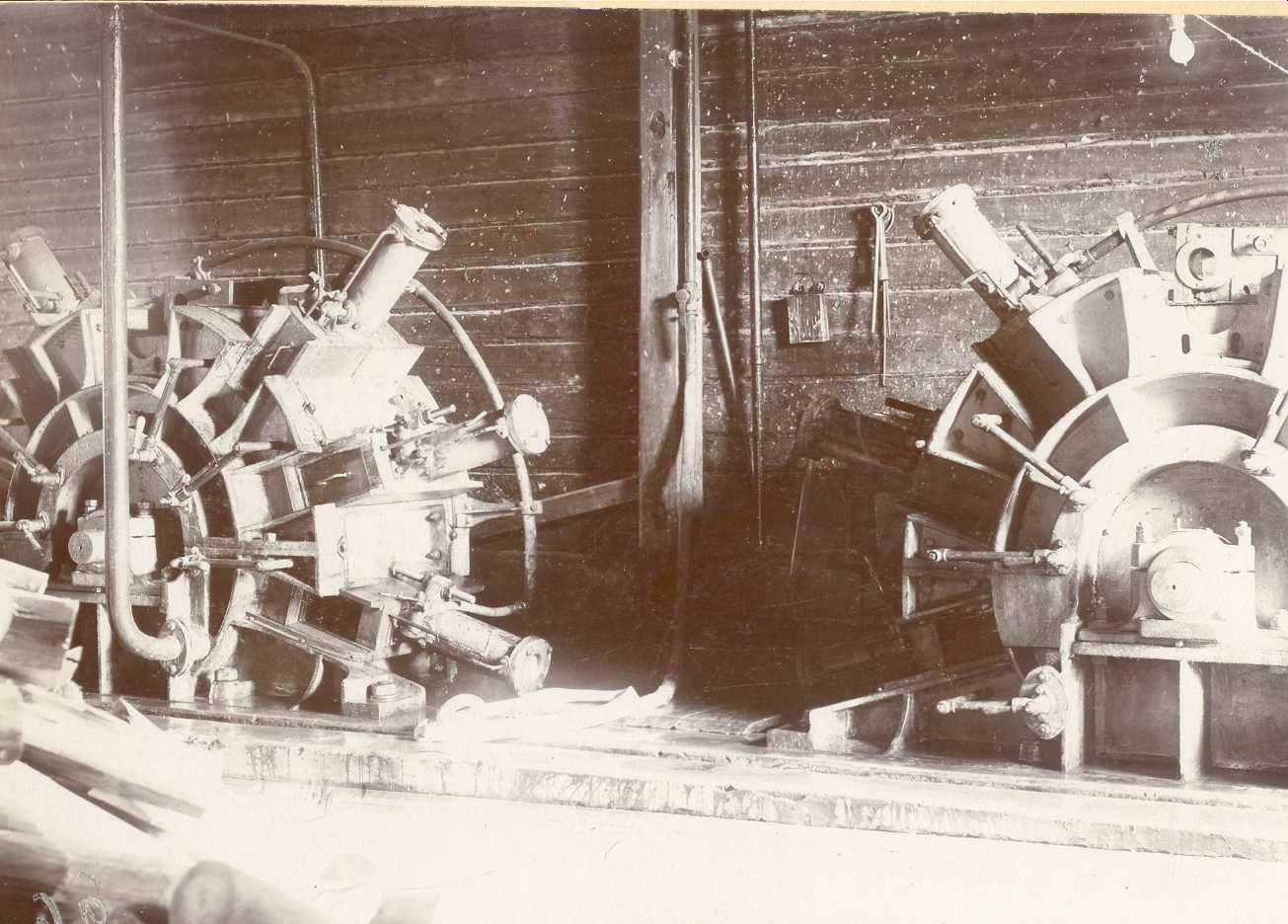
Voith Holzschleifer bei Rekolankoski, Jämsänkoski, Finnland (1901)

Früher wurde Papier vor allem aus Lumpen (Hadern) gewonnen. Wegen der begrenzten Verfügbarkeit dieses Rohstoffs wurden etwa ab dem Jahr 1700 nach Alternativen gesucht (siehe dazu Papier#Industrialisierung). Friedrich Gottlob Keller entwickelte Mitte des 19. Jahrhunderts das noch heute übliche Verfahren zur Erzeugung von Holzschliff, was der Papierherstellung eine neue Rohstoffbasis erschloss. Keller verkaufte im Jahre 1846 sein Patent zur Holzschliff-Herstellung dem schwäbischen Fabrikanten Heinrich Voelter (1817–1887) aus Heidenheim, der dann zusammen mit dem Maschinenbauer Johann Matthäus Voith (1803–1874) das Kellersche Holzschliffverfahren zur industriellen Reife weiterentwickelte. Im 19. Jahrhundert wurden auch Verfahren zur Gewinnung des höherwertigen, aber aufwendiger zu erzeugenden Zellstoffs entwickelt. 

## Produktion

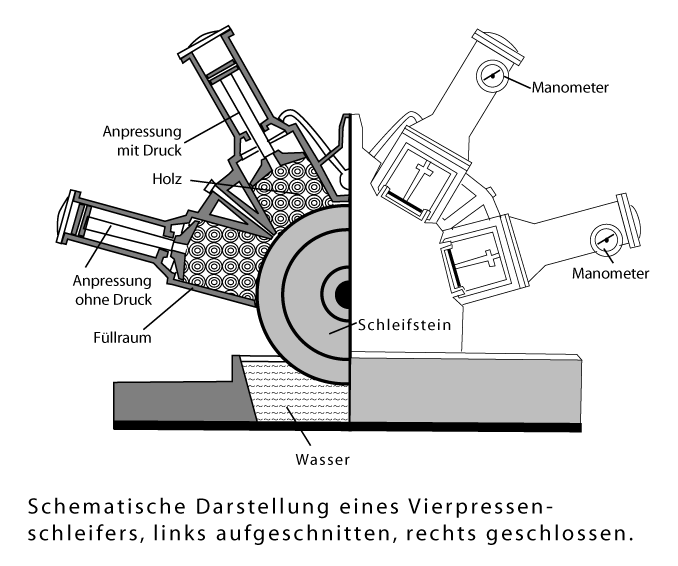
Holzschleifer-Schema

Holzstoff wird aus dem Rohstoff Holz, der hauptsächlich aus Lignocellulose besteht, gewonnen. Lignocellulose besteht aus Cellulosemolekülen, die zu Fasern zusammengelagert sind. Eine Matrix aus Lignin durchwirkt die Cellulose, so dass ein druck- und reißfester Verbund entsteht. Bei der Herstellung von Holzstoff erfolgt eine Zerfaserung des Holzes mit verschiedenen Verfahren. Durch die fast vollständige Verwendung des Rohstoffs sind hohe Ausbeuten möglich. Allerdings werden die Fasern durch die mechanische Einwirkung zum Teil beschädigt oder gekürzt, was zu einer Reduzierung der Papierfestigkeit führt. 
Bei der Herstellung von Zellstoff hingegen wird der Ligninanteil mit chemischen Methoden entfernt, so dass bei geringerer Ausbeute und höherem Aufwand der höherwertige Zellstoff gewonnen wird, der fast vollständig aus Cellulose besteht.
Meist wird bei der Holzstofferzeugung Rundholz oder Prügelholz eingesetzt, wobei Nadelholz wegen der Langfaserigkeit bevorzugt wird. Unterschiedliche Verfahren führen zu den verschiedenen Holzstoff-Sorten.

### Schliff-Verfahren
Schliff-Produkte werden durch Zerfaserung von Holz mit Hilfe von Schleifsteinen erzeugt.

#### Holzschliff
Die Herstellung von Holzschliff (Weißschliff) erfolgt mechanisch. Entrindete Holzprügel (Meterholz oder Holzspälten) von Nadelhölzern, meist Fichte, werden unter Zusatz von warmem Wasser auf rotierende Schleifsteine gepresst und zerschliffen (zerfasert). Anschließend kann eine weitere Vermahlung zur Anpassung der Fasern erfolgen. Der im Kaltschliff hergestellte Weißschliff ist von ziemlich heller Farbe, jedoch nur von geringer Festigkeit, da die Fasern zerrissen sind. Wird das Holz vor dem Schleifen gedämpft (vornehmlich harzreiches Kiefernholz), so entsteht Braunschliff, mit besseren Festigkeitseigenschaften als Weißschliff.

#### Druckschliff
Eine modernere Produktionsvariante ist der Druckschliff. Gegenüber üblichem Holzschliff, der bei einer Temperatur unter 100 °C erzeugt wird, erlaubt die Kapselung des Schleifers einen höheren Druck und dadurch eine höhere Temperatur. Das erweicht die Ligninmatrix. Dadurch kann das Ausgangsholz leichter zerfasert und eine größere Länge der Cellulosefasern erreicht werden.

### Refiner-Verfahren

Wirkpaarungen eines Refiners:
➀ Kante gegen Kante
➁ Fläche gegen Fläche
➂ Messerzelle gegen Messerzelle

Bei den Refiner-Verfahren erfolgt zunächst eine Zerkleinerung in Hackschnitzel und, nach weiteren Prozessschritten, die Zerfaserung im Refiner.

#### Thermomechanical pulp (TMP)
Bei der TMP-Erzeugung werden Hackschnitzel 3 bis 5 Minuten lang mit ca. 110–130 °C heißem Dampf aufgewärmt. Bei dieser Temperatur erweicht das Lignin und der Faserverbund beginnt sich aufzulösen. Anschließend wird das Holz zwischen den Kanten eines Refiners zerfasert. Diese Faserstoffmahlung geschieht meistens in zwei Durchgängen, um die Einzelfasern schonend zu gewinnen: In der ersten Refinerstufe werden die aufgeweichten Hackschnitzel bei Überdruck vorzerkleinert, in einem zweiten Refiner wird der grobe Faserstoff bei Atmosphärendruck weiter zerfasert. Durch die thermische Vorbehandlung nähern sich die Eigenschaften teilweise denen des teureren Zellstoffs an, wie z. B. höhere Reißfestigkeit des daraus hergestellten Papiers.

#### Chemithermomechanical pulp (CTMP)
Eine Variante des TMP ist die chemo-thermische Holzstofferzeugung (CTMP), bei der die Hackschnitzel zusätzlich chemisch vorbehandelt werden. Das Produkt ist durch die chemische Vorbehandlung dunkler als TMP. CTMP kann auch gebleicht werden und wird dann als BCTMP bezeichnet (bleached chemi-thermo-mechanical pulp).

## Verwendung
Je nach den gewünschter Papiereigenschaften – Opazität (Lichtstreufähigkeit), Volumen (Steifigkeit), Helligkeit, Oberflächeneigenschaften, Binde- und Festigkeitseigenschaften – und nach ökonomischen Aspekten werden unterschiedliche Holzstoffe eingesetzt. Oft findet auch eine Kombination mit anderen Faserstoffen statt, z. B. mit aufbereitetem Altpapier (Altpapierstoff) oder langfaserigem Zellstoff aus Nadelholz, um die gewünschte Papierqualität zu erreichen.

### Vorteile
- Holzstoff ist für die Kartonherstellung deutlich vorteilhafter als Zellstoff, da das Lignin im Zellstoffverbund zusätzliche Steifigkeit gibt. Auch für Zeitungspapier ist ligninfreies Papier aus Zellstoff ungeeignet. Die Herstellung von Holzstoff ist zudem einfacher und damit kostengünstiger als die Herstellung von Zellstoff, da der komplexe Kochvorgang zur Ligninentfernung entfällt.
- Die Ausbeute bezogen auf den Holzeinsatz liegt bei Holzstoff bei etwa 90 % (bei Holzschliff und TMP-Holzstoff 90–96 %, bei CTMP-Holzstoff  knapp unter 90 %), da fast alle Inhaltsstoffe des Holzes, darunter auch das Lignin, im Holzstoff nahezu unverändert vorhanden sind. Bei der Zelluloseherstellung liegt die Ausbeute durch die Entfernung des Lignins deutlich niedriger (etwa 50 %).[3]

### Nachteile
- Der größte Nachteil von Holzstoff bei vielen Anwendungen besteht im Ligningehalt. Unter Licht- und Sauerstoffeinfluss vergilbt das Lignin. Papier mit einem hohen Holzstoffgehalt verfärbt sich dadurch schnell (Zeitungspapier).
- Die sichtbare Papierqualität mit Holzstoff ist schlechter als bei Zellstoff, da es zu einer deutlich stärkeren Flockenbildung kommt, wodurch die Formation beeinträchtigt ist.
- Für den Schleifvorgang wird sehr viel Energie benötigt, um die Schleifscheiben und Häckselanlagen anzutreiben. Der Energiebedarf ist abhängig von der Intensität der Mahlung und liegt zwischen 1500 und 3500 kWh/t. Dieser hohe Energiebedarf und die Verfügbarkeit von preiswertem Altpapier haben in Mitteleuropa zur Verwendung von nahezu 100 % Altpapier zur Herstellung von Zeitungspapier geführt. Innerhalb Europas wird TMP nur noch in Skandinavien zu Zeitungspapier verarbeitet.
- Insbesondere Papier aus Holzschliff hat niedrige Festigkeitswerte, da die Fasern bei der Herstellung stark beschädigt werden. (Refiner-Holzstoff hat bessere Festigkeitseigenschaften, CTMP ist in dieser Hinsicht bereits mit Zellstoff vergleichbar.)[1] Durch Mischen mit Zellstoff kann die Festigkeit erhöht werden.

## Chemischer Nachweis
Holzschliff kann durch Rotfärbung des enthaltenen Lignins mit salzsaurer Phloroglucinlösung nachgewiesen und so von Zellstoff unterschieden werden. Verwendet wurden dazu häufig auch Wursters Blau und Rot (nach Casimir Wurster) und Anilinsulfat.